# Kap Smyth
Kap Smyth ist ein Kap am südlichen Ende von Sturge Island im Archipel der ostantarktischen Balleny-Inseln.
Der britische Polarforscher James Clark Ross hielt Sturge Island irrtümlich für eine Gruppe aus drei Inseln, deren südlichste er als Smyth Island benannte. Diesen Irrtum klärte Robert Falcon Scott 1904 bei der Discovery-Expedition (1901–1904) auf und übertrug Ross’ Benennung auf dieses Kap. Namensgeber ist der britische Astronom William Henry Smyth (1788–1865), Präsident der Royal Astronomical Society von 1845 bis 1846.